# Pallacanestro 3x3 ai III Giochi del Mediterraneo sulla spiaggia
Le gare di pallacanestro 3x3 ai III Giochi del Mediterraneo sulla spiaggia si sono svolti dal 10 al 12 settembre 2023 a Heraklion, in Grecia.

## Podi
| Evento           | Oro    | Argento  | Bronzo   |
| Torneo maschile  | Grecia | Croazia  | Slovenia |
| Torneo femminile | Grecia | Slovenia | Croazia  |

## Medagliere
| Posiz. | Nazione  | Oro | Argento | Bronzo | Totale |
| ------ | -------- | --- | ------- | ------ | ------ |
| 1      | Grecia   | 2   | 0       | 0      | 12     |
| 2      | Slovenia | 0   | 1       | 1      | 2      |
| 2      | Croazia  | 0   | 1       | 1      | 2      |
| Totale | Totale   | 2   | 2       | 2      | 6      |